# Bookcrossing

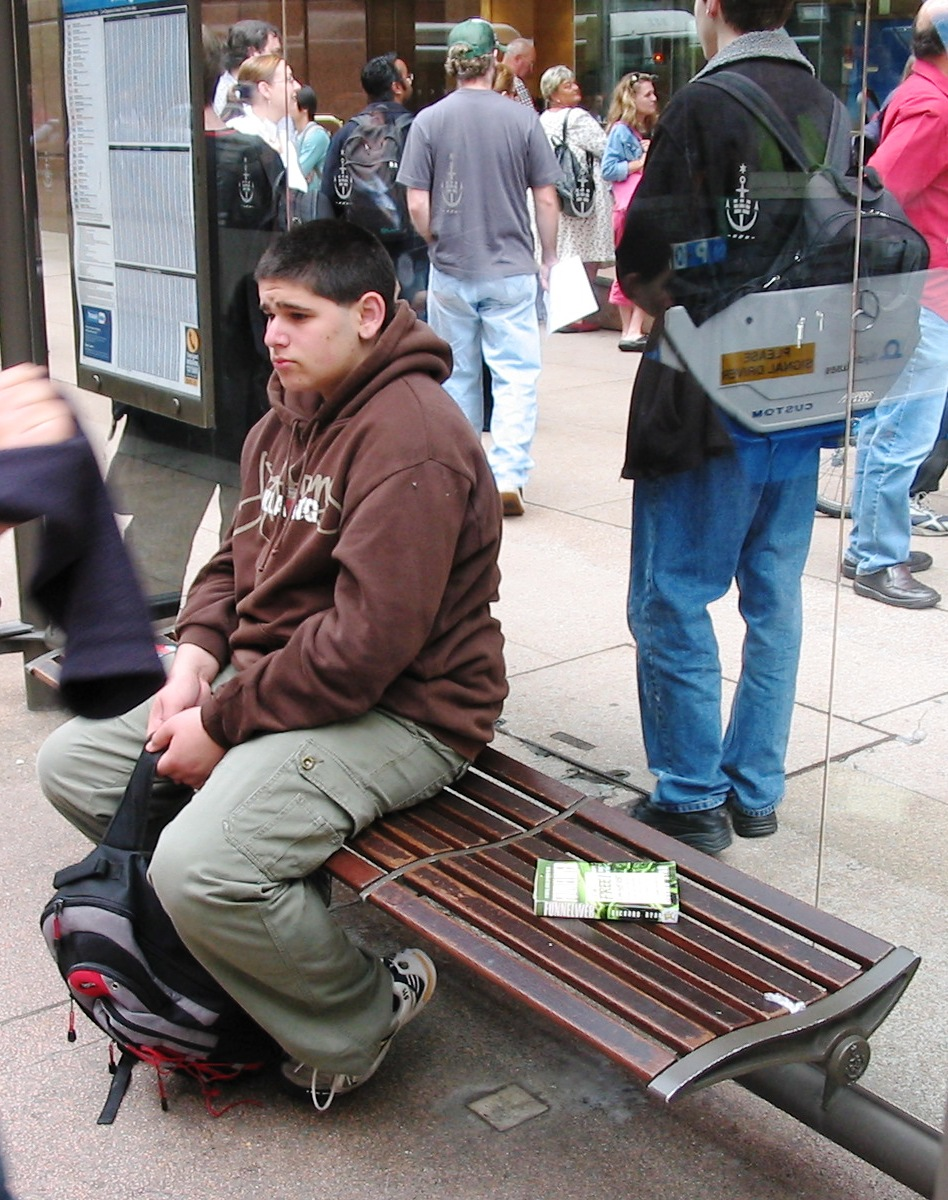
Boeken worden "vrij" gelaten op publieke plaatsen.

BookCrossing is een initiatief van en voor lezers van over de hele wereld. Ze laten boeken “in het wild” achter, zodat anderen ze kunnen lezen. 
De term bookcrossing is bedacht door de Amerikaan Ron Hornbaker. Via de website kan een boek geregistreerd worden, waarna er een label met het BCID (boek-ID) nummer in wordt geplakt. Door deze registratie kan het boek gevolgd worden van eigenaar naar eigenaar. Het doel van dit alles is van de hele wereld een bibliotheek te maken en mensen met elkaar te verbinden.
De leden kunnen op de website zien waar het boek dat ze losgelaten hebben, is gebleven, mits vinders ook melden waar het boek gebleven is. Hoe ze kunnen zorgen dat een boek gevonden en gemeld wordt, houdt veel bookcrossers bezig. Op de website is een forum waar leden tips uitwisselen over de beste manieren om een boek weg te geven, maar ook over (naar hun mening) interessante boeken en over evenementen die met boeken of bookcrossing te maken hebben. Er vinden ook ontmoetingen plaats waar bookcrossers ervaringen met elkaar delen. Deze zijn vaak kleinschalig en lokaal. Ook zijn er soms internationale Bookcrossing Conventies; in 2010 was er een in Amsterdam.
Naast de mogelijkheid het boek achter te laten 'in het wild' (wild releases), zijn er andere manieren om boeken te verspreiden. Er zijn openbare leesplankjes waar boeken neergezet kunnen worden en opgehaald. Dat zijn de zogenaamde OBCZ's, Official Bookcrossing Zones. Deze OBCZ's zijn te vinden in openbare ruimtes, zoals cafés.